# 942 v.Chr.
Het jaar 942 v.Chr. is een jaartal volgens de christelijke jaartelling.

## Gebeurtenissen

### Babylonië
- Koning Ninurta-kudurri-usur II moet door politieke intriges afstand doen van de troon.
- Koning Mari-biti-ahhe-iddina (942 - 920 v.Chr.) regeert over de vazalstaat Babylon.

## Overleden
- Nabu-mukin-apli, koning van Babylon.